# Ville-sur-Illon
Ville-sur-Illon är en kommun i departementet Vosges i regionen Grand Est (tidigare regionen Lorraine) i nordöstra Frankrike. Kommunen ligger i kantonen Dompaire som tillhör arrondissementet Épinal. År 2022 hade Ville-sur-Illon 513 invånare.

## Befolkningsutveckling
Antalet invånare i kommunen Ville-sur-Illon
| Referens: INSEE |